# 253 г. пр.н.е.
253 (двеста петдесет и трета) година преди новата ера (пр.н.е.) е година от доюлианския (Помпилийски) римски календар.

## Събития

### В Римската република
- Консули са Гней Сервилий Цепион и Гай Семпроний Блез.
- Продължава Първата пуническа война:
  - Двамата консули водят войски в Сицилия.[1] Те предприемат неуспешна атака на град Лилибеум и разпръскват силите си, за да извършат набези срещу Източен Тунис, но корабите им имат проблеми с плитчините по крайбрежието.[2]
  - В края на военния сезон, консулите повеждат големия си флот обратно към Италия, но предпочитат да поемат през открито море вместо да се движат паралелно на бреговете. Поради това флота попада на силна буря, която унищожава 150 римски кораби и води до загубата на десетки хиляди гребци и войници. Тези тежки загуби свиват римския флот до 70 кораби за следващите три години.[2]

### В Гърция
- Антигон II Гонат основава фестивалите Антигонея (Antigoneia) и Стратоникея (Stratonikeia) в Делос.[3]

### В Империята на Селевкидите
- Завършава Втората сирийска война между птолемейски Египет и царството на Селевкидите. Птолемей II не отстъпва територии в Сирия, но Антиох II Теос получава големи придобивкив Мала Азия. Мирът е скрепен с династически брак между селевкидксия цар и египетската принцеса Береника Млада.[4]

## Родени
- Филопемен, древногръцки военачалник и политик, стратег на Ахейския съюз (умрял 183 г. пр.н.е.)